# Wymiar (matematyka)
Wymiar – minimalna liczba niezależnych parametrów potrzebnych do opisania jakiegoś zbioru. Zatem jest to liczba przypisana zbiorowi lub przestrzeni w taki sposób, by punkt miał w.=0, prosta w.=1, płaszczyzna w.=2 itd.

## Wstęp
W przypadku (wielowymiarowej) przestrzeni euklidesowej, wymiarem przestrzeni jest maksymalna liczba wzajemnie prostopadłych prostych, przechodzących przez dany punkt.
Pojęcie wymiaru jest uogólnieniem naturalnych intuicji, że prosta jest obiektem jedno-, płaszczyzna dwu-, a zwykła przestrzeń – trójwymiarowym. W zależności od sposobu dokonywania uogólnień otrzymujemy różne definicje wymiaru, jednak szereg z nich zgadza się dla przestrzeni euklidesowych.

## Wymiar przestrzeni liniowej
W algebrze liniowej, wymiar przestrzeni liniowej, to moc dowolnej bazy liniowej tej przestrzeni.
Wymiar liniowej przestrzeni euklidesowej {\displaystyle \mathbb {R} ^{n}} wynosi {\displaystyle n;}
w przestrzeni dwuwymiarowej do określenia położenia dowolnego punktu potrzebne są dwie współrzędne np. {\displaystyle p:=(20,30);} w układzie trójwymiarowym – trzy współrzędne, np. {\displaystyle p:=(20,30,45).}
Ponieważ przestrzeń {\displaystyle \mathbb {R} ^{3}} dość dobrze opisuje świat bezpośrednio dostępny naszym zmysłom, można na co dzień mówić, że żyjemy w przestrzeni trójwymiarowej.
W przypadku przestrzeni nad ciałem liczb zespolonych zachodzi naturalne utożsamienie:
{\displaystyle \mathbb {C} ^{n}=\mathbb {R} ^{2\cdot n}.}
Widzimy, że przestrzeń, o wymiarze liniowym zespolonym {\displaystyle n,} ma wymiar rzeczywisty {\displaystyle 2\cdot n.} Dla przykładu, 4-wymiarowa przestrzeń euklidesowa może być traktowana jako 2-wymiarowa zespolona, a płaszczyzna euklidesowa (czyli przestrzeń 2-wymiarowa nad ciałem liczb rzeczywistych) może być traktowana jako prosta zespolona (czyli przestrzeń 1-wymiarowa nad ciałem liczb zespolonych).

## Wymiar przestrzeni Hilberta
Występująca w analizie funkcjonalnej (i nie tylko) przestrzeń Hilberta jest przestrzenią liniową, więc stosuje się do niej ogólne pojęcie wymiaru przestrzeni liniowej (zdefiniowane w algebrze liniowej). W praktyce, tego wymiaru liniowego w kontekście przestrzeni Hilberta nigdy się nie używa. W analizie funkcjonalnej wszystkie najważniejsze nieskończenie wymiarowe przestrzenie liniowe mają ten sam wymiar liniowy (w opisanym sensie algebry liniowej). Więc taki wymiar jest w ich przypadku na ogół bez znaczenia.
Gdy w matematyce mówimy o wymiarze przestrzeni Hilberta, to mamy na myśli najmniejszą moc zbioru niezerowych, wzajemnie prostopadłych elementów tej przestrzeni. Na przykład wymiar Hilberta ośrodkowej przestrzeni Hilberta jest albo skończony albo {\displaystyle \aleph _{0}.}
Tak zdefiniowany wymiar, gdy jest skończony, pokrywa się z wymiarem w sensie algebry liniowej; gdy jest równy {\displaystyle \aleph _{0},} to jest mniejszy od wymiaru z algebry liniowej.
Zobacz: przestrzeń Hilberta

## Mały wymiar indukcyjny Mengera-Urysohna (topologia)

### Definicja
Niech {\displaystyle X} będzie przestrzenią regularną.
Mały wymiar indukcyjny przestrzeni {\displaystyle X} oznaczany symbolem {\displaystyle \mathrm {ind} X.} Mały wymiar indukcyjny jest liczbą całkowitą nie mniejszą od −1 lub nieskończonością. Określa się go za pomocą indukcyjnej definicji, wyrażonej w poniższych czterech warunkach:
(MU1) {\displaystyle \mathrm {ind} X=-1\iff X=\varnothing }
(MU2) {\displaystyle \mathrm {ind} X\leqslant n} (dla {\displaystyle n\geqslant 0}), jeśli dla każdego punktu {\displaystyle x\in X} oraz jego dowolnego otoczenia {\displaystyle V\subseteq X} istnieje zbiór otwarty {\displaystyle U\subseteq X} taki, że {\displaystyle x\in U\subseteq V} oraz {\displaystyle \mathrm {ind} \,\partial U\leqslant n-1}
(MU3) {\displaystyle \mathrm {ind} X=n,} gdy {\displaystyle \mathrm {ind} X\leqslant n} oraz nie zachodzi {\displaystyle \mathrm {ind} X\leqslant n-1}
(MU4) {\displaystyle \mathrm {ind} X=\infty ,} gdy dla żadnego {\displaystyle n=-1,0,1,\dots } nie jest prawdą, że {\displaystyle \mathrm {ind} X\leqslant n.}
Uwaga: Od zbioru {\displaystyle U} można w warunku (MU2) wymagać, by jego domknięcie było zawarte w zbiorze {\displaystyle V} (definicja pozostanie równoważna).

### Historia
Mały wymiar indukcyjny został zdefiniowany niezależnie przez Pawła Urysohna w 1922 roku oraz Karla Mengera w 1923 roku.

## Duży wymiar indukcyjny Brouwera-Čecha (topologia)
Otrzymuje się go przez zastąpienie w definicji małego wymiaru indukcyjnego punktu przez zbiór domknięty:

### Definicja
Niech {\displaystyle X} będzie przestrzenią normalną. Duży wymiar indukcyjny przestrzeni {\displaystyle X} oznaczany symbolem {\displaystyle \mathrm {Ind} X} Duży wymiar indukcyjny jest liczbą całkowitą nie mniejszą od −1 lub nieskończonością. Określony jest za pomocą indukcyjnej definicji, wyrażonej w poniższych czterech warunkach:
(DU1) {\displaystyle \mathrm {Ind} X=-1\iff X=\varnothing }
(DU2) {\displaystyle \mathrm {Ind} X\leqslant n} (dla {\displaystyle n\geqslant 0}), jeśli dla każdego zbioru domkniętego {\displaystyle F\subseteq X} oraz jego dowolnego otoczenia {\displaystyle V\subseteq X} istnieje zbiór otwarty {\displaystyle U\subseteq X} taki, że {\displaystyle F\subseteq U\subseteq V} oraz {\displaystyle \mathrm {Ind} \,\partial U\leqslant n-1.}
(DU3) {\displaystyle \mathrm {Ind} X=n,} gdy {\displaystyle \mathrm {Ind} X\leqslant n} oraz nie zachodzi {\displaystyle \mathrm {Ind} X\leqslant n-1}
(DU4) {\displaystyle \mathrm {Ind} X=\infty ,} gdy dla żadnego {\displaystyle n=-1,0,1,\dots } nie jest prawdą, że {\displaystyle \mathrm {Ind} X\leqslant n.}
Uwaga: Od zbioru {\displaystyle U} można w warunku (DU2) wymagać, by jego domknięcie było zawarte w zbiorze {\displaystyle V.}

## Wymiar pokryciowy Čecha-Lebesgue’a (topologia)
Dowolnej przestrzeni normalnej {\displaystyle X} można przypisać wymiar pokryciowy Čecha-Lebegue’a, który będziemy oznaczać {\displaystyle \dim X.} Wymiar {\displaystyle \dim X} jest liczbą całkowitą nie mniejszą niż −1 lub jest nieskończony. Wymiar definiują następujące warunki:
(CL1){\displaystyle \dim X\leqslant n,} jeśli w każde skończone pokrycie otwarte przestrzeni {\displaystyle X} można wpisać skończone pokrycie otwarte takie, że każde {\displaystyle n+2} zbiory tego pokrycia mają puste przecięcie.
(CL2){\displaystyle \dim X=n,} jeśli {\displaystyle \dim X\leqslant n,} ale nieprawda, że {\displaystyle \dim X\leqslant n-1.}
(CL3){\displaystyle \dim X=\infty ,} jeśli dla żadnej liczby {\displaystyle n} nie zachodzi warunek (CL1).
Zauważmy, że ciężar definicji tkwi w warunku (CL1); dwa pozostałe mają charakter porządkujący.

### Historia pojęcia
Wymiar pokryciowy został zdefiniowany i zbadany przez Eduarda Čecha w pracy z 1933. Pojęcie nawiązuje do odkrytej przez Lebesgue’a własności kostki n-wymiarowej.
Intuicja
Zauważmy (a pierwszy uczynił to Henri Lebesgue w 1911 roku, w wymiarze {\displaystyle n}), że możemy pokryć odcinek jednostkowy I rodziną odcinków o dowolnie małej (z góry zadanej) długości, w taki sposób, że każda trójka odcinków ma puste przecięcie. Nie da się jednak tego uczynić tak, by każda para była rozłączna.
Z kolei kwadrat zawsze możemy pokryć prostokątami o dowolnie krótkim (znowu z góry zadanym) dłuższym boku, w taki sposób, że dowolnie wybrane cztery prostokąty nie przecinają się. Ale nie możemy pokryć go prostokątami w taki sposób, żeby żadna z trójek prostokątów nie miała części wspólnej.
Wreszcie, możemy sześcian wypełnić skończoną rodziną dowolnie małych prostopodłościanów (wyobraźmy sobie stertę cegieł) w taki sposób, że każde pięć będzie miało pustą część wspólną. Ale musi istnieć taka czwórka prostopadłościanów, która ma niepuste przecięcie (w wyobrażonym obrazie sterty cegieł – każda cegła musi mieć punkt w którym styka się z trzema innymi cegłami).
Dodajemy teraz, że Lebesgue podał dowody powyższych obserwacji i to nie tylko dla przypadku pokryć kostkami odpowiedniego wymiaru („cegiełkami”), ale dla pokryć dowolnymi zbiorami otwartymi. Twierdzenie to legło u podstaw budowy teorii wymiaru pokryciowego Čecha-Lebesgue’a.

## Wymiar rozmaitości topologicznej
Na mocy definicji, rozmaitość topologiczna jest lokalnie homeomorficzna z pewną przestrzenią {\displaystyle \mathbb {R} ^{n}.} Wtedy {\displaystyle n} jest wymiarem topologicznym rozmaitości.

## Wymiar fraktalny, wymiar Hausdorffa
Istnieje więcej niż jedno pojęcie „wymiaru fraktalnego”. Najczęściej oznacza wymiar Hausdorffa. Stosowane są też inne definicje. Do najważniejszych można zaliczyć wymiar pudełkowy (box-counting dimension) i wymiar pakowania (packing dimension).

## Wymiar ujemny
Widmo wymiarowe, topologiczne uogólnienie pojęcia przestrzeni, wprowadza wymiary ujemne, które opisują uogólnione gęstości.

## Równoważność definicji wymiaru
Na mocy zasadniczego twierdzenia teorii wymiaru trzy klasyczne definicje wymiaru: {\displaystyle \mathrm {ind} ,\mathrm {Ind} ,\dim ,} są równoważne dla wszystkich ośrodkowych przestrzeni metrycznych. Ponadto {\displaystyle \dim } oraz {\displaystyle \mathrm {Ind} } są równoważne dla przestrzeni metrycznych, podczas gdy {\displaystyle \mathrm {ind} ,\mathrm {Ind} } są równoważne dla przestrzeni zwartych. Przykłady pokazują, że ogólnie trzy klasyczne funkcje wymiaru są różne.
Przykłady:
Płaszczyzna zespolona ma wymiar 1 jako przestrzeń liniowa, natomiast z topologicznego punktu widzenia jest płaszczyzną, zatem mały i duży wymiar indukcyjny, wymiar pokryciowy oraz wymiar Hausdorffa (względem zwykłej metryki euklidesowej) płaszczyzny zespolonej jest równy 2. Wymiar topologiczny trójkąta Sierpińskiego jest równy 1 (zbiór daje się rozciąć pojedynczymi punktami) a wymiar Hausdorffa wynosi
{\displaystyle {\frac {\log 3}{\log 2}}\approx 1{,}58.}